# Langue des signes algérienne
La langue des signes algérienne (LSA), (en arabe : لغة الإشارة الجزائر, en tamazight (berbère) : ⵜⵓⵜⵍⴰⵢⵜ ⵜⴰⴷⵓⴳⴰⵎⵜ ⵏ ⴷⵣⴰⵢⵔ Tutlayt Tadugamt n Dzayer) est la langue des signes utilisée par les personnes sourdes et leurs proches en Algérie, aussi bien berbérophones qu'arabophones[réf. nécessaire].

## Caractéristiques
La LSA est liée à la langue des signes française et n'a pas de lien direct avec les langues des signes arabes.

## Utilisation
Elle a influencé la communauté sourde à Oujda au nord du Maroc.